# Jethrahiya
Jethrahiya – gaun wikas samiti w środkowej części Nepalu  w strefie Narajani w dystrykcie Rautahat. Według nepalskiego spisu powszechnego z 2001 roku liczył on 491 gospodarstw domowych i 3276 mieszkańców (1573 kobiet i 1703 mężczyzn).